# Tessaromma sordida
Tessaromma sordida là một loài bọ cánh cứng trong họ Cerambycidae.